# Careproctus opisthotremus
Careproctus opisthotremus es una especie de pez del género Careproctus, familia Liparidae. Fue descrita científicamente por Gilbert & Burke en 1912.
Se distribuye por el Pacífico Norte: mar de Bering. Especie batidemersal que puede alcanzar los 2562 metros de profundidad. Está clasificada como una especie marina inofensiva para el ser humano.